# Notoligotoma nitens
Notoligotoma nitens is een insectensoort uit de familie Notoligotomidae, die tot de orde webspinners (Embioptera) behoort. De soort komt voor in Australië.
Notoligotoma nitens is voor het eerst wetenschappelijk beschreven door Davis in 1936.